# 푸르니마
푸르니마(벵골어: পূর্ণিমা, 1981년 7월 11일 ~ )는 방글라데시의 배우, 모델이다. 2010 방글라데시 국립 영화상 여우주연상 수상자이다.